# Tectocepheus concurvatus
Tectocepheus concurvatus är en kvalsterart som beskrevs av Knülle 1954. Tectocepheus concurvatus ingår i släktet Tectocepheus och familjen Tectocepheidae. Inga underarter finns listade i Catalogue of Life.